# Emmanuel Celeste Trance
Emmanuel Celeste Trance (* 18. August 1953 in Calinog, Iloilo) ist ein philippinischer Geistlicher und emeritierter römisch-katholischer Bischof von Catarman.

## Leben
Emmanuel Celeste Trance empfing am 17. Mai 1978 das Sakrament der Priesterweihe für das Erzbistum Jaro.
Am 14. Mai 2004 ernannte ihn Papst Johannes Paul II. zum Koadjutorbischof von Catarman. Der Apostolische Nuntius auf den Philippinen, Erzbischof Antonio Franco, spendete ihm am 22. Juli desselben Jahres die Bischofsweihe; Mitkonsekratoren waren der Erzbischof von Davao, Fernando Capalla, und der Erzbischof von Jaro, Angel Lagdameo. Am 10. März 2005 wurde Emmanuel Celeste Trance in Nachfolge von Angel Hobayan, der aus Altersgründen zurücktrat, Bischof von Catarman.
Papst Franziskus nahm am 8. Dezember 2023 das vorzeitige Rücktrittsgesuch von Emmanuel Celeste Trance an.